# Toxorhina inobsepta
Toxorhina inobsepta là một loài ruồi trong họ Limoniidae. Chúng phân bố ở miền Australasia.